# Sibley (Luisiana)
Sibley é uma cidade  localizada no estado americano de Luisiana, na Paróquia de Webster.

## Demografia
Segundo o censo americano de 2000, a sua população era de 1098 habitantes.
Em 2006, foi estimada uma população de 1087, um decréscimo de 11 (-1.0%).

## Geografia
De acordo com o United States Census Bureau tem uma área de
10,4 km², dos quais 10,0 km² cobertos por terra e 0,4 km² cobertos por água.

## Localidades na vizinhança
O diagrama seguinte representa as localidades num raio de 12 km ao redor de Sibley.